# Seleção Chinesa de Futebol de Areia
A Seleção Chinesa de Futebol de Areia representa a China nas competições internacionais de futebol de areia (ou beach soccer).

## Melhores Classificações
- Copa do Mundo de Futebol de Areia - Nunca participou da competição.
- Campeonato de Futebol de Areia da AFC - 4º Lugar em 2006 e 2008